# La Hallotière
Hallotière – miejscowość i gmina we Francji, w regionie Normandia, w departamencie Sekwana Nadmorska.
Według danych na rok 1990 gminę zamieszkiwało 158 osób, a gęstość zaludnienia wynosiła 42 osoby/km² (wśród 1421 gmin Górnej Normandii Hallotière plasuje się na 741. miejscu pod względem liczby ludności, natomiast pod względem powierzchni na miejscu 788.).